# 情報産業労働組合連合会
情報産業労働組合連合会（じょうほうさんぎょうろうどうくみあいれんごうかい、略称：情報労連（じょうほうろうれん）、英語：The Federation of Information and Communication Technology Service Workers of Japan、略称：ICTJ）は、日本の産業別労働組合である。日本労働組合総連合会（連合）、ユニ・グローバル・ユニオン（UNI）に加盟している。

## 概要
企業別の加盟組合の他、企業別労働組合がない情報サービス・情報通信産業の労働者全般を対象として個人で加盟できる「ICTJユニオン」を設置している。
情報労連のルーツは1962年に結成された電電公社・国際電電、通信建設労働者などの「電気通信に関わる労働者」20万人による「電通共闘(会議)」である。1968年に電通共闘会議は日本労働組合総評議会(総評)に加盟し、1980年に電通共闘会議は「電通労連」に名称を変えた。
1986年には「情報通信労連」に名称を変更した。 1989年に日本のナショナルセンター「日本労働組合総連合会(連合)」が発足した際には、その初代会長に山岸章(連合発足時の情報労連委員長)が選出された。1991年に現在の「情報産業労働組合連合会(略称：情報労連)」へと改称された。

## 主な加盟組合
- NTT労働組合
- NTT関連サービス労協
- KDDI労働組合
- 情報通信設備建設労働組合連合会（通建連合）
- アイネス労働組合
- 全統一労組
- LINEヤフー労働組合
- フィールドユニオン
- ソフトバンク労働組合(JR総連から移行)
- エスケーアイ労働組合

## 不祥事
2000年の読売新聞の報道によると、年金共済の保険料約六千人分、約300億円が生命共済理事長の独断行為で加入者に無断で解約され、商品先物取引などに投資されていたことが判明した。その損失300億円はNTT労働組合のストライキ費用から組合員に無断で穴埋めされた。関係者は処罰されていない。

## 国会議員

### 組織内議員
衆議院議員
- 田嶋要（千葉1区）
- 岡本章子（宮城1区）

参議院議員
- 石橋通宏（比例区）
- 吉川沙織（比例区）

### 準組織内議員
衆議院議員
- 山井和則（京都6区）

参議院議員
- 森本真治（広島選挙区）